# مملكة داغبون
مملكة داغبون إحدى أقدم الممالك وأكثرها تنظيما في غانا. أسسها الداغبونيون في القرن الحادي عشر. ويروي التاريخ الشفوي للمملكة أنه تم تأسيسها على يد محارب وصل إلى شمال غانا الحالي في القرن الحادي عشر مع فرسان من شرق بحيرة تشاد، وتوقف في زامفارة، شمال نيجيريا الحالية، وفي إمبراطورية مالي، قبل الاستقرار في شمال غانا. وتحكي هذه التواريخ عن صراعات عديدة مع الشعوب المجاورة طوال هذه الفترة المبكرة حتى أوائل القرن الثامن عشر، عند نقل عاصمة المملكة إلى مدينة يندي. وحل الإسلام في المملكة، وبدأت فترة من السلام وزادت التجارة مع الممالك المجاورة.